# Pfarrkirche Zwickenberg

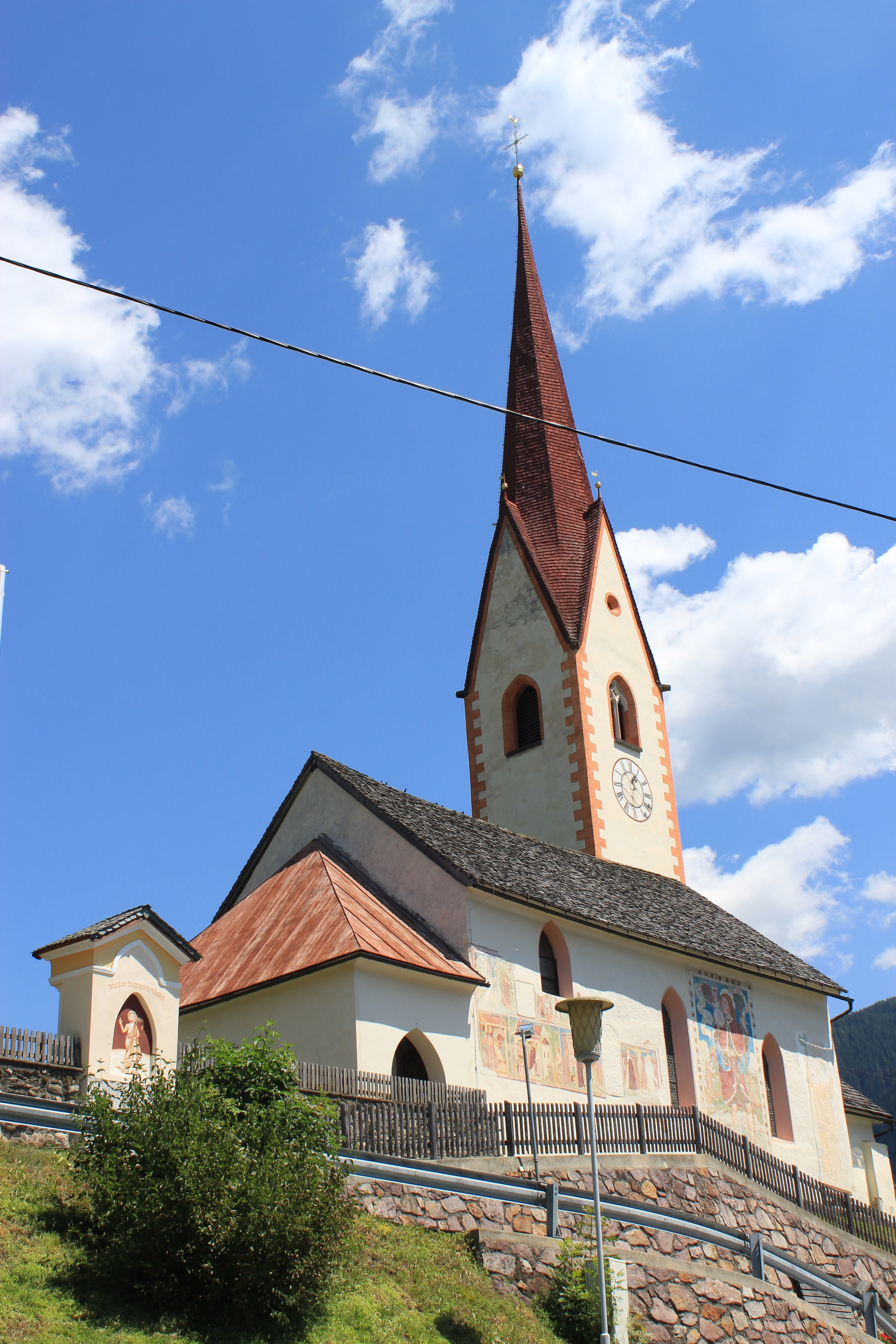

Die römisch-katholische Pfarrkirche Zwickenberg ist dem heiligen Leonhard geweiht. Sie liegt in 1002 Meter Höhe in dem Bergdorf Zwickenberg in der Gemeinde Oberdrauburg.
1334 wurde die Kirche erstmals erwähnt. Bis dahin eine Filiale der Pfarre Irschen, wurde 1789 eine eigene Pfarre in Zwickenberg eingerichtet. Das Kirchengebäude samt Friedhof steht unter Denkmalschutz (Listeneintrag).

## Baubeschreibung
Die Kirche ist ein im Kern romanischer, spätgotisch veränderter Bau aus dem 13. bis 15. Jahrhundert. Das Langhaus wurde in zwei Bauphasen errichtet. Der niedrige, eingezogene quadratische Chor mit geradem Schluss aus dem 13. Jahrhundert wird an den Ecken durch Mauervorlagen verstärkt. An der Chorsüdwand und im Langhaus haben sich gotische Spitzbogenfenster erhalten. Das ehemalige rundbogige Südportal ist vermauert. Der im nördlichen Chorwinkel stehende Turm besitzt spitzbogige Schallfenster mit Fischblasenmaßwerk und wird von einem Spitzgiebelhelm bekrönt. Im Westen ist eine gemauerte Vorhalle mit spitzbogigem Zugang angebaut. Betreten wird die Kirche durch das spitzbogige abgefaste Westportal.
Über dem ehemals flachgedeckten Langhaus erhebt sich ein dreijochiges, spätgotisches Sternrippengewölbe über Wandpfeilern mit Runddiensten. Die Schlusssteine sind mit Wappen und Evangelistensymbolen bemalt. Die spätgotische Westempore über einer Pfeilerarkade ist sternrippenunterwölbt, die Emporenbrüstung wird von barocken Pilastern gegliedert. Das Langhaus endet im Osten mit einem hohen, spitzbogigen, abgefasten Triumphbogen. Daran schließt der viel niedrigere Chor mit einem romanischen Rundbogen. Über dem Chor ruht ein Kreuzrippengewölbe auf Konsolen. Der Schlussstein stellt das Lamm Gottes dar. Von der Chornordseite führt ein Steinportal mit geradem Sturz in die Sakristei.

## Wandmalereien
Außen: An der Langhaussüdwand befinden sich zahlreiche Fresken. Der romanische Christophorus aus dem 13. Jahrhundert im Osten des Langhauses wurde 1942 freigelegt. Ein zweites Christophorusfresko in der Mitte des Langhauses entstand um 1500. Es war niemals übermalt worden. Die in zwei Streifen gemalten Darstellungen der Leonhardslegende im Westen stammen aus der ersten Hälfte des 15. Jahrhunderts, die Kreuzigungsgruppe über dem vermauerten Südportal aus der zweiten Hälfte des 15. Jahrhunderts.
Innen: Die Gewölbefelder des Chorquadrats sind mit Evangelisten und Engeln bemalt. Die mit 1438 bezeichneten Wandmalereien an den Chorwänden wurden 1979/80 freigelegt und zeigen an der Südwand drei Apostel, an der Nordwand drei Heilige und an der Ostwand Mariä Verküngigung. Die Fresken in den zwei Vierpassmedaillons im Netzrippengewölbe des Langhauses geben den heiligen Leonhard und den Gnadenstuhl wieder.

## Einrichtung
Den spätgotischen Hochaltar, dem Aufsatz und Predella fehlen, schuf ein Südtiroler Schnitzer aus der Pacher-Schule. Der Altarschrein birgt die Schnitzfigur des heiligen Leonhard, flankiert von den Heiligen Erasmus und Laurentius. Die Schnitzreliefs an den Flügelinnenseiten stellen links die Heiligen Katharina und Barbara und rechts die Heiligen Dorothea und Margareta dar. Die Flügelaußenseiten bemalte Simon von Taisten mit den Heiligen Christophorus und Sebastian.
Die beiden neugotischen Seitenaltäre schuf 1902 Augustin Valentin. In der Mittelnische des linken Altars überreicht Maria den Heiligen Dominikus und Katharina den Rosenkranz, seitlich stehen die Statuen der Heiligen Leonhard und Laurentius. Das Relief an der Tabernakeltür zeigt die Geburt Christi. Der rechte Altar birgt in der Mittelnische eine Kreuzigungsgruppe mit Maria und Johannes sowie in den Seitennischen die Heiligen Barbara und Katharina. Am Relief des Tabernakels sind Mose und die eherne Schlange abgebildet.
Die Kanzel fertigte Johann Rotschopf zwischen 1904 und 1910. Die Gemälde am Kanzelkorb zeigen die vier lateinischen Kirchenlehrer.
Vom Triumphbogen hängt eine um 1700 geschnitzte Rosenkranzgruppe.
Im Langhaus steht eine um 1420 entstandene, bemalte Schnitzfigur einer Muttergottes mit Kind.
Die um 1500 geschnitzten Konsolfiguren der Heiligen Georg und Florian standen ursprünglich auf einem Altar.
Die Sitzfigur des heiligen Leonhard stammt vom Anfang des 15. Jahrhunderts, die Sitzgruppe der Mutter Anna mit Maria aus dem Spätrokoko und die klassizistische Schutzengelgruppe von 1800.